# Alta Allen
Alta Allen est une actrice américaine du cinéma muet, née le 6 septembre 1904 à Oakland en Californie, et morte le 24 juillet 1998 à Boonsboro dans le Maryland.

## Biographie
De son vrai nom Alta Crowin, sa carrière se limite aux années 1920, alors que celle de son mari Hampton Del Ruth continue à évoluer.

## Filmographie
- 1921 : A Shocking Night de Eddie Lyons et Lee Moran
- 1921 : Sept Ans de malheur (Seven Years Bad Luck) de Max Linder
- 1921 : Soyez ma femme de Max Linder
- 1921 : Skirts de Hampton Del Ruth
- 1922 : The Marriage Chance de Hampton Del Ruth
- 1924 : A Self-Made Failure (en) de William Beaudine
- 1924 : Daring Chances de Clifford Smith
- 1926 : The Set-Up de Clifford Smith
- 1926 : Raggedy Rose de Richard Wallace